# 日本コンピュータデザイン専門学校

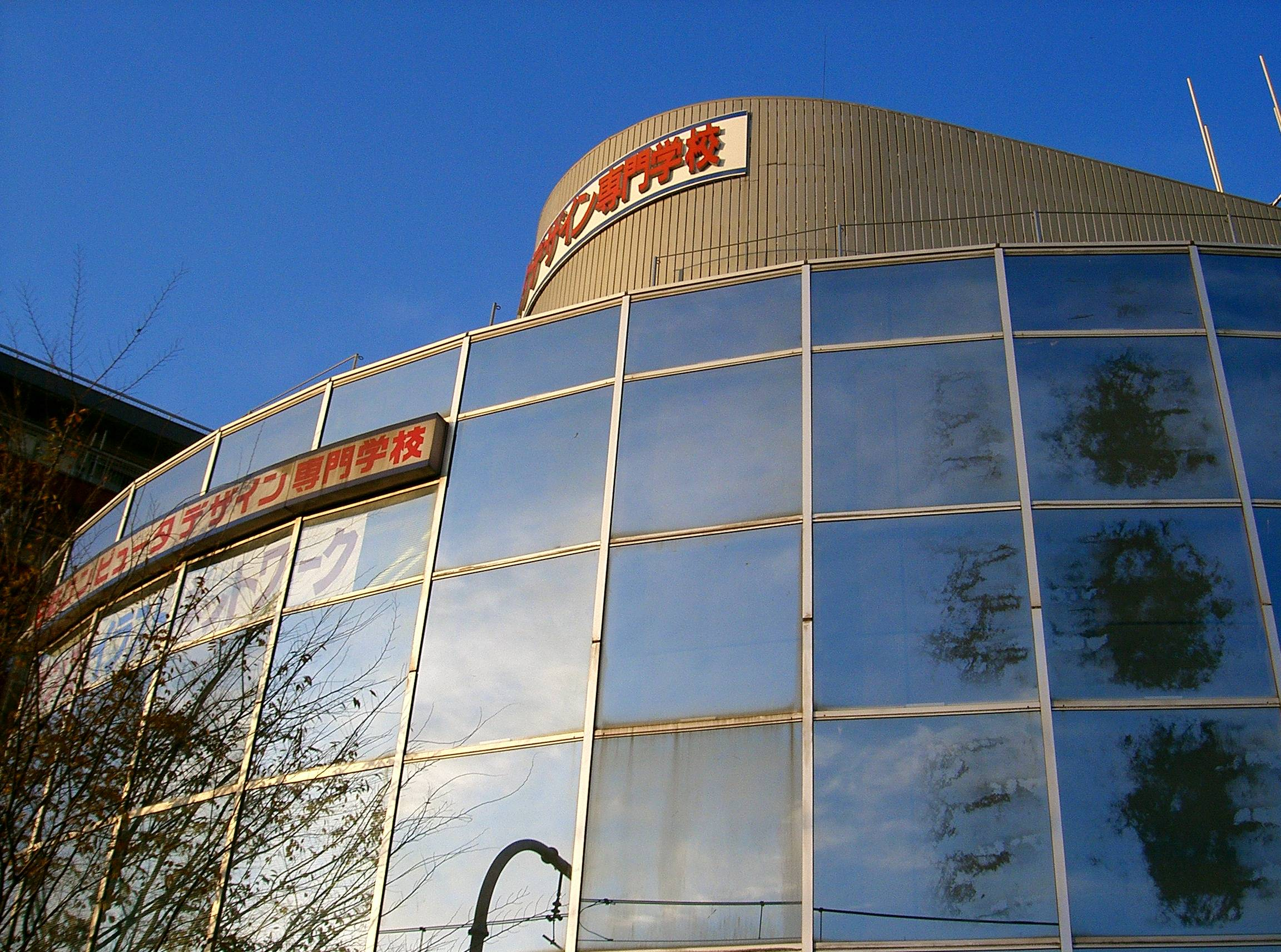
日本コンピュータデザイン専門学校校舎

日本コンピュータデザイン専門学校（にほんこんぴゅーたでざいんせんもんがっこう、英称：Japan Institute of Computer Design、以下JICD）は、東京都新宿区にあったIT系の専門学校である。

## 沿革
- 1984年　JICDの前身である専門学校日本情報工学院が設立。専修学校の認可を受ける。
- 1985年　情報処理学科が設立する。
- 1990年　CG学科が設立する。
- 1994年　情報処理学科をOA情報学科に、CG学科をCGデザインゲームソフト学科にそれぞれ改組する。
- 1995年　文部科学省より専門士の称号を認められる。
- 1996年　日本コンピュータデザイン専門学校に校名変更する。OA情報学科をSEゲームソフト学科に、CGデザインゲームソフト学科をCGデザイン学科にそれぞれ改組する。
- 2001年　SEゲームソフト学科をインターネットビジネス学科に改組する。
- 2004年　CGデザイン学科をビジュアルクリエーター学科に改組し、漫画表現専攻、イラスト表現専攻を設置する。
- 2011年　生徒減少により学校廃止[1]。

## 設置学科・コース
二年制
- ビジュアルクリエーター学科
  - 漫画表現専攻
  - イラスト表現専攻
- インターネットビジネス学科

## 同好会
- イラスト研究会（定期的にコミックマーケットへ夏・冬ともサークル参加をしていた）

## 所在地
- 東京都新宿区大京町31-24

建物は2014年または2015年に取り壊されている。

## アクセス
- 最寄り駅
  - JR総武線　千駄ケ谷駅、信濃町駅
  - 都営地下鉄大江戸線　国立競技場駅

## 関係校
以下の学校とは、同じグループに所属しているという点で関係がある。
- グレッグ外語専門学校
- グレッグ外語専門学校新宿校
- グレッグ外語専門学校横浜校

## 連絡先
平成23年2月末にて学校閉鎖のため、連絡先は「グレッグ外語専門学校新宿校」に変更。